# Gavez (miasto Kruševac)
Gavez (cyr. Гавез) – wieś w Serbii, w okręgu rasińskim, w mieście Kruševac. W 2011 roku liczyła 119 mieszkańców.